# 伦贝格 (摩泽尔省)
伦贝格（法語：Lemberg，法語發音：[lɛmbɛʁɡ]；洛林法兰克语：Lembärsch）是法国摩泽尔省的一个市镇，属于萨尔格米讷区。

## 地名
由于语源问题，该地名“Lemberg”拼读方式不符合法语正字法，其标准发音为[lɛmbɛʁɡ]，根据实际发音其应译作“伦贝格”，《世界地名翻译大辞典》与《世界地名译名词典》将其纯按法汉译音表误译作“朗贝尔”。

## 地理
伦贝格（49°0'15"N, 7°22'46"E）面积10.94 平方千米，位于法国大東部大區摩泽尔省，该省份为法国东北部内陆省份，是洛林的一部分，西南接默尔特-摩泽尔省，东临下莱茵省，北与卢森堡和德国接壤。
与伦贝格接壤的市镇（或旧市镇、城区）包括：雷耶斯维莱尔、格岑布吕克、比奇、昂尚贝尔、兰巴赫、穆特鲁斯、圣路易莱比奇。
伦贝格的时区为UTC+01:00、UTC+02:00（夏令时）。

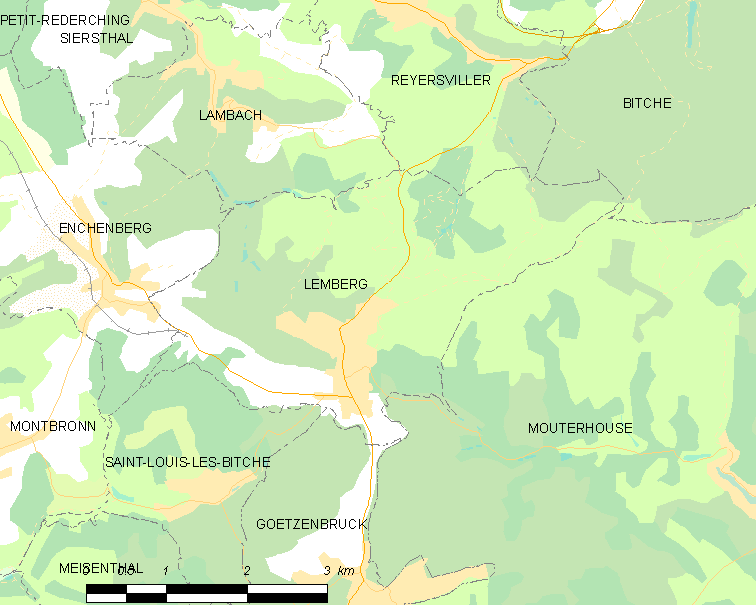
伦贝格的OSM定位图

## 行政
伦贝格的邮政编码为57620，INSEE市镇编码为57390。

## 政治
伦贝格所属的省级选区为比奇县。

## 人口

1962-2008年间伦贝格人口变化图示

伦贝格于2022年1月1日时的人口数量为1427人。